# Plaxton Elite
Le Plaxton Elite est une carrosserie d'autocar haut de gamme, de ligne et GT fabriquée par le carrossier britannique Plaxton, montée sur plusieurs types de châssis motorisés Volvo ou Scania. Une version Elite 2 a été présentée en 2012.

## Histoire
Le Plaxton Elite a été présenté lors de l'Expo Bus Euro qui s'est déroulé au National Exhibition Centre de Birmingham en novembre 2008. Cet autocar de luxe est  destiné aux circuits touristiques haut de gamme. Sa production a débuté en fin d'année 2008. Il est facilement reconnaissable avec son toit incurvé, un peu comme celui de l'Iveco 380 Euroclass, mais ressemblant plus au Boeing 747 à l'avant.
En 2012, Plaxton présente une nouvelle version interdeck de l'Elite, nommée Elite i ou Elite 2. L'Elite i est un autocar à un étage et demi, avec le poste de conduite très bas et la zone passagers passant au-dessus de la cabine du conducteur pour couvrir toute la longueur du véhicule. L'Elite i mesure 15,0 mètres de longueur et est construit sur le châssis Volvo B11RT.